# 찰스 킹즐리

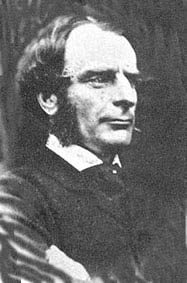
찰스 킹즐리

찰스 킹즐리(Charles Kingsley, 1819년 ~ 1875년) 또는 찰스 킹슬리는 영국의 소설가 및 영국 성공회 사제이다. 기독교 사회주의 운동가이기도 하다.

## 활동
킹스 칼리지 런던과 케임브리지 대학교에서 학업을 마치고 영국 성공회 사제가 되었다가 케임브리지 대학교의 근대사 교수를 지냈다. 후에 러들로우 사제, 모리스 교수(킹스칼리지 윤리학 교수)와 함께 기독교 사회주의활동가로 활약하여 노동자 계급의 권리와 사회적 지위 향상을 위하여 노력하였다. 한편, 소설 《물의 아이들》, 《영웅 이야기》 등을 발표했는데, 사회 문제에 대한 날카로운 감수성과 아름다운 필치로 자연을 묘사해 좋은 반응을 받았다. 만년에는 성공회 교회인 웨스트민스터 사원의 평의원을 지냈다. 작품으로는 《종말》, 《서쪽으로 가는 배여!》 등이 있다.